# 羅泓軫
羅泓軫（韓語：나홍진，1974年7月20日—），韓國電影導演，以《追擊者》獲得大鐘獎最佳導演獎。以2016年的《哭聲》获得青龙奖和亚洲电影大奖最佳导演奖。

## 作品
| 年份   | 片名                       | 导演 | 编剧 | 制片 |
| ------ | -------------------------- | ---- | ---- | ---- |
| 2003   | 《5分钟》（短片）          | 是   | 是   | 是   |
| 2005   | 《完美的鲷鱼菜肴》（短片） | 是   | 是   | 是   |
| 2007   | 《汗水》（短片）           | 是   | 是   | 否   |
| 2008   | 《追擊者》                 | 是   | 是   | 否   |
| 2010   | 《黃海追緝》               | 是   | 是   | 否   |
| 2016   | 《哭聲》                   | 是   | 是   | 否   |
| 2021   | 《薩滿》（ร่างทรง／랑종）   | 否   | 是   | 是   |
| 2023   | 《Faith》（短片）          | 是   | 是   | 是   |
| 待公布 | 《Hope》                   | 是   | 是   | 否   |

## 外部資料
- 羅泓軫在韩国电影数据库（KMDb）上的資料（韓語）
- 羅泓軫在互联网电影资料库（IMDb）上的資料（英文）